# Heather Headley
Heather Headley (ur. 5 października 1974 w Baratarii w Trynidadzie i Tobago) – trynidadzko-tobagijska artystka – wokalistka, autorka utworów i aktorka, a także producent muzyczna. Laureatka nagrody Tony oraz dwóch nominacji do nagrody Grammy.
Dwa z jej albumów – This Is Who I Am (wyd. 2002) i In My Mind (2006; #5 na U.S. Billboard 200) – zostały uhonorowane w Stanach Zjednoczonych statusami złotych płyt.